# Числобог
Числобо́г — персонаж, известный из надписи на поддельных прилвицких идолах, обнаруженных во второй половине XVIII века. Имя, наряду с другими именами богов с прилвицких идолов, появилось в результате прочтения надписей на них придворным советником и проповедником Андреасом Готтлибом Машем — первоначально в форме Зислбог.
В интерпретации поэта Велимира Хлебникова Числобог представлен как существо, которое овладело законами времени, уловило его в «свои линзы» и «зеркало». В мистерии 1916 году «Скуфья Скифа» Хлебников называет три преграды на пути к счастью — время, слово и множество (число). Произведение содержит математические формулы и упоминание Числобога. Слово и Множество (Число) поэт рассматривает в качестве богов-средств, богов-помощников, подвластных мессии-учёному, в деле решения главной задачи науки — указания на закономерность судьбы и измерение ее во времени и пространстве. Управление временем понимается как Благо, откровение, абсолют, приравнивающим Человека и Бога.
Упоминается в «Велесовой книге», признаваемой учёными фальсификацией: «я ченслобг утце дне нашiя а рещеть бъговi ченсла сва».
В неоязыческом учении инглиизме Числобог относится к категории богов-управителей, управляет течением времени и «славяно-арийским» летоисчислением. «Для жизни и богослужений» используется позиционирующийся как «древний» (сконструированный в недавнее время) «даарийский круголет Числобога», полный цикл которого составляет 144 года. По этому «круголету» определяются события сконструированной инглиизмом «истории». В рамках «Объединения родноверов Украины», где каждый день недели наделён своим богом-покровителем, Числобог считается покровителем понедельника.